# L'Argent de poche
Pour l’article homonyme, voir Argent de poche.
Pour plus de détails, voir Fiche technique et Distribution.
L'Argent de poche est un film français réalisé par François Truffaut, sorti en 1976. La quasi-totalité du film a été tournée à Thiers en Auvergne. Le film a été un grand succès en France avec plus de 1,8 million d'entrées.

## Synopsis
L'intrigue se déroule à Thiers en 1976 et se concentre sur la vie des élèves d'un établissement scolaire pour garçons. La petite taille de l'établissement supprime les barrières entre classes d'âge. Seuls deux professeurs sont représentés à l'écran : Jean-François Richet (Jean-François Stévenin), responsable des plus jeunes, et Chantal Petit, responsable des plus grands (14 ans). Jean-François Richet est assez laxiste avec ses élèves, tandis que Chantal Petit est plus stricte.
Un nouvel élève, Julien Leclou, arrive en cours d'année dans la classe de Chantal Petit. Qualifié de « cas social » par le directeur de l'établissement, il vit dans un taudis construit de bric et de broc. Dans la même classe, Patrick Desmouceaux, sensibilisé aux difficultés d'autrui du fait que son père est handicapé, aide régulièrement ses camarades à faire leurs devoirs. Il tente d'aider Julien, vainement : celui-ci ne s'intéresse pas à l'école.
Julien est un voleur invétéré. Il fait parfois les poches de ses camarades et chaparde des objets dans la rue sans être repéré. Il utilise aussi le ticket d’un camarade pour pouvoir aller au cinéma à deux en lui proposant une combine, utilisant la porte de sortie près des toilettes. Son influence sur deux garçons plus jeunes pousse ces derniers à récupérer l'argent de poche d'un camarade en essayant maladroitement de lui couper les cheveux à la place du coiffeur.
Patrick, lui, est amoureux de la femme du coiffeur, qui est aussi la mère de son meilleur ami Laurent. Un soir, il est invité à rester manger chez son camarade qu'il a aidé à faire ses devoirs. N'ayant d'yeux que pour sa mère, il se persuade qu'il peut lui déclarer sa flamme. Le lendemain, un autre camarade de classe, Bruno, pousse Patrick à inviter des filles au cinéma. Bruno, très sûr de lui, parvient à embrasser les deux jeunes filles tandis que Patrick, plus réservé, n'embrasse personne. Plus tard, il décide d'apporter des roses à la mère de Laurent, mais celle-ci lui répond simplement de bien remercier son père. Patrick comprend que ses tentatives sont vaines.
En parallèle du fil rouge narratif centré sur Julien et Patrick, le film inclut plusieurs séquences illustrant la vie de divers écoliers sans leurs parents. Parmi les scènes marquantes, un enfant en bas âge, dénommé Grégory, tombe de la fenêtre de son immeuble à cause d'un défaut de surveillance, mais s'en sort indemne. Dans un autre immeuble, la jeune Sylvie se retrouve punie en restant seule à la maison tandis que ses parents partent au restaurant. La fillette utilise un haut-parleur pour déclarer dans la cour de l'immeuble qu'elle a faim et le voisinage se mobilise pour lui faire parvenir de la nourriture dans un panier.
Quelques jours avant le départ en grandes vacances, une visite médicale est organisée à l'école. La responsable médicale découvre que Julien Leclou a le corps couvert d'ecchymoses et de traces de brûlures. La gendarmerie est prévenue et se déplace au domicile du garçon, qui vit seul avec une mère brutale et une grand-mère à l'air hagard. Julien est retiré du foyer et pris en charge par l'assistance publique pour être ultérieurement placé en famille d'accueil. On ne le revoit plus à Thiers.
L'affaire choque les autres élèves de l'école mais aussi l'institutrice, qui regrette d'avoir souvent puni cet élève récalcitrant sans comprendre sa situation. L'instituteur Jean-François Richet tient à l'ensemble des élèves de l'établissement un important discours sur la condition des enfants et les injustices qu'ils subissent. Évoquant sa propre enfance difficile, il plaide pour attribuer le droit de vote aux enfants, pour que ceux-ci puissent faire entendre leur voix et éviter de subir le joug des adultes.
Pendant les grandes vacances, Patrick part en colonie de vacances à Mérindol. La narration est dès lors assurée en voix off par Martine, une jeune fille de la colonie qui tombe amoureuse de lui. Leurs sentiments sont réciproques et remarqués de leurs camarades. Ceux-ci les poussent à s'embrasser. Le film se termine sur cette séquence et le chahut des autres enfants de la colonie, amusés par cette histoire.

## Fiche technique
- Titre original : L'Argent de poche
- Réalisateur : François Truffaut, assisté d'Alain Maline
- Scénario et dialogues de François Truffaut et Suzanne Schiffman
- Photographie : Pierre-William Glenn
- Musique : Maurice Jaubert, et la chanson Les Enfants s'ennuient le dimanche de Charles Trenet
- Son: Michel Laurent
- Montage : Yann Dedet
- Production : François Truffaut
- Sociétés de production : Les Films du carrosse et United Artists
- Format : couleur — 35 mm — 1,66:1
- Durée : 105 minutes
- Tournage : du 21 juillet au 9 septembre 1975 à Thiers et ses environs
- Date de sortie :
  - France : 17 mars 1976
- Affiche : Jouineau Bourduge (France)

## Distribution
- Philippe Goldmann : Julien Leclou
- Bruno Staab : Bruno
- Georges Desmouceaux (crédité sous le nom de Geory Desmousceaux) : Patrick Desmouceaux
- Laurent Devlaeminck : Laurent
- Nicole Félix : la mère de Grégory
- Chantal Mercier : Chantal Petit, professeur
- Jean-François Stévenin : Jean-François Richet, professeur
- Virginie Thévenet : Lydie Richet
- Tania Torrens : Nadine Riffle, la coiffeuse
- Marcel Berbert : le directeur d'école
- René Barnérias (maire de Thiers au moment du tournage) : Monsieur Desmouceaux, père de Patrick
- Sylvie Grezel : Sylvie
- Katy Carayon : la mère de Sylvie
- Jean-Marie Carayon : le père de Sylvie, inspecteur de police
- Annie Chevaldonné : l'infirmière
- Francis Devlaeminck : Monsieur Riffle, père de Laurent, coiffeur
- Michel Dissart (prêtre à Thiers au moment du tournage) : Monsieur Lomay, agent de police
- Michele Heyraud : Madame Deluca
- Paul Heyraud : Monsieur Deluca
- Jeanne Lobre : la grand-mère de Julien
- Vincent Touly : le concierge
- Pascale Bruchon : Martine
- Claudio De Luca : Mathieu
- Franck De Luca : Franck
- Éva Truffaut : jeune fille invitée au cinéma
- Corinne Boucart : jeune fille invitée au cinéma

## Caméo
- François Truffaut apparaît un court instant au cours du pré-générique, à la manière de l'un de ses maîtres, Alfred Hitchcock.